# Rúben Santiago
Rúben Santiago – portorykański bokser, brązowy medalista igrzysk Ameryki Środkowej i Karaibów w San Juan z roku 1966.

## Kariera
W 1966 roku Santiago zajął trzecie miejsce w kategorii muszej na igrzyskach Ameryki Środkowej i Karaibów, które rozgrywane były w San Juan. W półfinale Santiago przegrał na punkty z Meksykaninem Ricardo Delgado. W walce o brązowy medal pokonał Gwatemalczyka Césara Sagastone.
Na zawodowym ringu stoczył trzy zawodowe pojedynki, odnosząc dwa zwycięstwa oraz notując jeden remis.